# هالبریج
هالبریج (به انگلیسی: Hullbridge) یک روستا و محله مدنی در بریتانیا است که در Rochford واقع شده‌است. هالبریج ۶٬۵۲۷ نفر جمعیت دارد.